# Liste des députés flamands (1999-2004)
Pour les articles homonymes, voir Liste des députés flamands.
Liste des 124 députés pour la législature 1999-2004 au parlement flamand:
- 118 députés élus au suffrage universel direct par les habitants de la Région flamande,
- 6 députés élus par les habitants de la Région de Bruxelles-Capitale (les 6 premiers élus néerlandophones du Parlement bruxellois).

Cette liste comporte la dernière composition connue avant les élections du 13 juin 2004.

## Liste par groupe politique au parlement

### Vlaams Blok(22)
1. Filip Dewinter, chef de groupe
2. Marijke Dillen
3. Johan Van Brusselen remplace Miel Verrijken (15.1.04)
4. Jan Penris
5. Hilde Fyens-De Lobel
6. Marleen Van den Eynde
7. Luk Van Nieuwenhuysen
8. Pieter Huybrechts
9. Joris Van Hauthem
10. Roland Van Goethem
11. Felix Strackx
12. Mathieu Boutsen
13. Jean Geraerts
14. Wilfried Aers
15. Monique De Gryze
16. Frans Wymeersch
17. Karim Van Overmeire
18. Julien Librecht
19. Herman De Reuse
20. Christian Verougstraete
21. Johan Demol
22. Dominiek Lootens-Stael

### Christen-Democratisch en Vlaams(31)

#### CVP (30)
1. Wivina Demeester
2. Bart De Smet
3. Ludwig Caluwé
4. Luc Van den Brande
5. Ingrid van Kessel
6. Jef Van Looy
7. Freddy Sarens
8. Eric Van Rompuy
9. Sonja Becq
10. Trees Merckx-Van Goey
11. Jan Laurys
12. Veerle Heeren remplace Theo Kelchtermans (ministre)
13. Riet Van Cleuvenbergen
14. Gerald Kindermans
15. Eddy Schuermans
16. Johan De Roo
17. Mieke Van Hecke
18. Erik Matthijs
19. Ilse Van Eetvelde remplace Paul Van Malderen (11.5.03) remplaçant John Taylor (31.12.2000)
20. Jos De Meyer
21. Mark Van Der Poorten
22. Boudewijn Laloo remplace Joachim Coens (15.3.01)
23. Johan Weyts
24. Luc Martens
25. Carl Decaluwé
26. Gisèle Gardeyn-Debever
27. Jan Verfaillie remplace Maria Tyberghien-Vandenbussche (1.10.01)
28. Gilbert Vanleenhove
29. Brigitte Grouwels
30. Walter Vandenbossche

#### CVP, transfuge de VU-ID (1)
1. Johan Sauwens (ex-ministre) reprend son siège de Simonne Janssens-Vanoppen (11.5.01)

### SP.a(20)
1. Peter De Ridder remplace Tuur Van Wallendael (24-01-2001)
2. Robert Voorhamme
3. Lucien Suykens
4. Jan Van Duppen
5. Leo Peeters
6. Bruno Tobback
7. Marcel Logist
8. Jean-Paul Peuskens remplace Hilde Claes (5.6.03) remplace André Kenzeler (17.1.01) remplaçant Steve Stevaert (13.7.99)
9. Carlo Daelman remplace Anne-Marie Baeke (18.3.03) remplace Lisette Croes (17.01.01)
10. Josée Vercammen remplace Guy Swennen (5.6.03)
11. Chokri Mahassine
12. Dany Vandenbossche
13. Norbert De Batselier
14. Gracienne Van Nieuwenborgh remplace Herman De Loor (15.12.02)
15. Jacques Timmermans
16. André Van Nieuwkerke
17. Gilbert Bossuyt
18. Patrick Hostekint
19. Jacky Maes
20. Yamila Idrissi remplace Anne Van Asbroeck (19.11.03) remplaçant Rufin Grijp (11.6.03)

### Open Vlaamse Liberalen en Democraten(28)

#### VLD (27)
1. Marc van den Abeelen, remplace Guy Verhofstadt (ne siège pas)
2. Ward Beysen
3. Dirk Van Mechelen
4. Jul Van Aperen
5. Marleen Vanderpoorten
6. Cis Schepens
7. Frans De Cock
8. Dominique Guns
9. Francis Vermeiren
10. Stefaan Platteau
11. Patricia Ceysens
12. André Moreau
13. Jaak Gabriëls (ministre-remplacé jusqu'au 6.6.03 par Gilbert Van Baelen)
14. Gilbert Van Baelen remplace Guy Sols (6.6.03) remplaçant Freddy Feytons (7.1.02)
15. Guy Sols remplace Marino Keulen (10.6.03-ministre)
16. André Denys
17. Patrick Lachaert
18. Paul Wille
19. Erna Van Wauwe remplace Karel De Gucht (26-06-2003)
20. Marc Cordeel
21. Anny De Maght
22. Jozef Browaeys
23. Jacques Devolder
24. Louis Bril
25. Karlos Callens remplace Jacques Laverge (5.11.02)
26. Julien Demeulenaere
27. Didier Ramoudt

#### VLD, transfuge du VU-ID (1)
1. Sven Gatz

### VU-ID(9)
1. Herman Lauwers
2. Margriet Hermans
3. Kris Van Dijck
4. Etienne Van Vaerenbergh
5. Jos Bex
6. Jan Roegiers remplace Paul Van Grembergen (15.5.01)
7. André-Emiel Bogaert
8. Chris Vandenbroeke
9. Jan Loones

### Indépendant (1), issu de VU-ID
1. Dirk De Cock remplace Nelly Maes (VU-ID, ne siège pas)

### Groen!(12)
1. Johan Malcorps
2. Ria Van Den Heuvel
3. Jo Vermeulen
4. Jos Geysels
5. Eloi Glorieux
6. Magda Aelvoet
7. Flor Ory (17.2.04) remplace Ludo Sannen (26.5.03)
8. Vera Dua (ministre-remplacée par Isabel Vertriest jusqu'au 26.5.03)
9. Dirk Holemans
10. Jos Stassen
11. Veerle Declercq
12. Frans Ramon

### Union des Francophones(1)
1. Christian Van Eyken